# Abdurrahim El-Keib
Abdurrahim Abdulhafiz El-Keib, PhD, – en árabe عبد الرحيم عبد الحفيظ الكيب, también transcrito como Abdel Rahim AlKeeb, Abdul Raheem Al-Keeb''– (Trípoli, Libia 2 de marzo 1950 - Estados Unidos; 21 de abril de 2020) fue un político libio, profesor de ingeniería eléctrica, y un empresario que se desempeñó como primer ministro interino de Libia desde el 24 de noviembre de 2011 hasta el 14 de noviembre de 2012.
Fue nombrado para el cargo por el Consejo Nacional de Transición del país, hasta que fue reemplazado cuando el Congreso General de la Nación fue elegido y tomó el poder. El poder fue entregado al Congreso el 8 de agosto de 2012, y el asambleísta designado para reemplazar en el poder a El-Keib fue Ali Zeidan, quien asumió en octubre de 2012.

## Biografía
El-Keib nació en Trípoli, Libia el 2 de marzo de 1950 y abandonó Libia en 1976 y se unió a la oposición libia y, a lo largo de los años, trabajó para ayudar a financiar el movimiento. De una familia prestigiosa de Trípoli con raíces y parte de su familia en Sabratha, una ciudad costera a 70 kilómetros (45 millas) al oeste de Trípoli, durante su exilio, El-Keib se reuniría con su familia, que permaneció en Libia, durante excursiones a Túnez, Marruecos y otros lugares.
El-Keib se mudó a Los Ángeles, California, Estados Unidos, donde obtuvo su maestría en ingeniería eléctrica de la Universidad del Sur de California (UCLA) en 1976. Se mudó a Raleigh, Carolina del Norte, donde obtuvo su doctorado de la Universidad Estatal de Carolina del Norte en 1984. [9] Se unió a la Universidad de Alabama como Profesor Asistente de Ingeniería Eléctrica en 1985 y se convirtió en Profesor en 1996. Ha dado clases en la Universidad. de Trípoli, la Universidad Estatal de Carolina del Norte y la Universidad de Alabama. [10]El-Keib, un experto en economía de sistemas de energía, planificación y controles, y en planificación estratégica para la educación superior se despidió de su puesto de profesor titular en Alabama para dirigir la División de Ingeniería Eléctrica, Electrónica e Informática de la Universidad Americana de Sharjah, en los Emiratos Árabes Unidos, 1999-2001. En 2006 dejó Alabama para presidir el Departamento de EE y liderar el esfuerzo para establecer el programa de posgrado en el Instituto del Petróleo en los EAU. (donde permaneció El-Keib hasta que se unió al Consejo Nacional de Transición de Libia como uno de sus representantes para Trípoli en 2011). Él ha supervisado muchos M.Sc. Tesis y tesis doctorales sobre "Planificación y operación de compensación capacitiva para alimentadores de distribución primaria" y ha recibido varios premios de enseñanza e investigación.
La investigación de El-Keib en el área de Ingeniería de Energía Eléctrica y es autor de numerosos trabajos de investigación. Su investigación fue patrocinada por la National Science Foundation (NSF), el Electric Power Research Institute (EPRI), el Departamento de Energía de los Estados Unidos (US DoE), Southern Company Services (SC) y Alabama Power Company (APCO). Ha publicado numerosos artículos e informes de investigación y un capítulo de libro. Varias empresas en los Estados Unidos han implementado su trabajo sobre Emisión restringida de despacho y compensación de VoltlVar en alimentadores de distribución primaria. También se desempeñó como consultor para varias industrias, incluyendo Alabama Power Company y Southern Company Services.
Se desempeñó como miembro de la Junta Directiva, la Fundación Árabe de Ciencia y Tecnología, 2001–2007, miembro del Panel de Ciencia y Tecnología, Banco Islámico de Desarrollo, miembro principal de IEEE, Editor Asociado de las Cartas de la IEEE Power Engineering Society, 1992–2000, y Transactions on Power Systems de World Science and Engineering Academy (WSEAS) en Power Systems, miembro de la Junta Consultiva Editorial del Instituto Coreano de Ingenieros Eléctricos (KIEE) / Society of Power Engineering, y de la Junta Consultiva de la Revista Internacional de Innovaciones en Sistemas de Energía y Energía (IJESP).
En 2005, El-Keib fundó la Compañía Internacional Libia de Energía y Tecnología.

## Trabajo comunitario
Musulmán devoto, El-Keib ayudó a dirigir la comunidad islámica durante sus dos décadas en Tuscaloosa, Alabama, y participó en un diálogo informal entre religiones. [12] Estaba casado con Mawia Kaddoura, que enseñaba en la Universidad de Alabama, la universidad estadounidense de Sharjah, el Instituto del Petróleo y la Universidad Al Hosn. Su padre sirvió como presidente de la Universidad de Libia y más tarde como senador durante el reinado del rey Idris. [ cita requerida ]

## Primer ministro de Libia
El 1 de noviembre de 2011, El-Keib fue nombrado Primer Ministro interino de Libia después de obtener 26 de los 51 votos del Consejo Nacional de Transición (CNT) de Libia. [13] A pesar de los repetidos enfrentamientos con el NTC, su gabinete permaneció en el cargo durante las elecciones nacionales, que tuvo éxito de manera transparente, libre y democrática.

## Política exterior
Esta sección necesita expansión . Puedes ayudar agregándole . ( Abril de 2012 )
Durante su mandato como Primer Ministro, El-Keib se dedicó en gran medida a la política exterior. Libia ha restablecido las relaciones con los Estados Unidos, el Reino Unido y otros países. El-Keib colaboró bien con las Naciones Unidas y la Unión Europea en asuntos de interés para Libia durante ese tiempo, y también buscó colaborar con el mundo árabe e islámico. Además, hizo un gran esfuerzo para garantizar que los miembros de la Unión Africana y otros países como Rusia, China y otras naciones del sudeste asiático de interés de Libia para mantener relaciones políticas, de seguridad y económicas mutuamente beneficiosas, y colaboraciones basadas en el respeto mutuo y el respeto a la soberanía e intereses nacionales. Su gobierno convocó y celebró una conferencia de seguridad que involucró a los ministros de defensa y seguridad en los países vecinos de Libia, incluidos Egipto, Sudán, Chad, Níger, Argelia, Túnez, Marruecos, Mauritania y Malí. El-Keib se dirigió a la Unión Africana, a la Organización Internacional de Derechos Humanos y al Consejo de seguridad de la ONU. Visitó varios países importantes y recibió muchos líderes extranjeros en Trípoli para asegurar a todos que Libia estaba en el camino correcto y avanzaba para celebrar elecciones nacionales, las primeras de Libia en casi cincuenta años, incluidos 42 años de dictadura y, además, después de una revolución sangrienta. Sus esfuerzos también fueron útiles para obtener lo que se necesitaba para aumentar la producción de petróleo del país, que alcanzó un nivel de 1.6 millones de barriles por día (bpd) de aproximadamente 200,000 bpd, así como la liberación de fondos congelados libios.

## Muerte
Abdurrahim El-Keib falleció a los setenta años en Estados Unidos a causa de un infarto.